# Pisionidens maturata
Pisionidens maturata är en ringmaskart som beskrevs av Yamanishi 1976. Pisionidens maturata ingår i släktet Pisionidens och familjen Pisionidae. Inga underarter finns listade i Catalogue of Life.